# 新堤街道
新堤街道，是中华人民共和国湖北省荆州市洪湖市下辖的一个乡镇级行政单位。
为洪湖市政府驻地，是洪湖市政治，经济，文化中心。位于市境南缘中部。南濒长江与湖南省临湘市对望，西界新堤排水闸与螺山镇相邻，北、东两面分别与滨湖街道和乌林镇接壤，老闸河自此南穿过城区注入长江。面积48.1平方千米，2021年常住人口达13万人。辖13个居委会、10个行政村，141个居民小组、52个村民小组。办事处驻新堤大道7号。

## 历史沿革
西周，屬州國。
漢代，屬州陵縣、江夏縣。
唐代，屬沔陽縣。
宋代，為玉沙縣治。
清代，為文泉縣治。。
民国十五年（1926年）10月10日，析沔阳县新堤设市。未几，新堤撤市重新并入沔阳县。
抗战时期的1939年2月，汪伪政府曾在新堤设立过沔南县。抗战胜利后，1948年4月3日，沔阳县府迁到新堤。
1949年解放后，由沔阳县析置新堤市（划入监利县螺山镇及嘉鱼县长江北岸上自界牌，下自熊家窑的地域），新堤市下辖新堤办事处和新螺、黄蓬2区。同时沔阳专署驻在新堤市，新堤市为专署辖市。
1950年新堤市撤销，并入沔阳县（螺山镇回属监利县）。1951年5月，沔阳专区并入荆州专区。同年6月，湖北省将沔阳县东荆河以南、监利县东部、嘉鱼县长江以北、汉阳县西南部的边区划出，建立洪湖县，属荆州专区。
1951年6月，為洪湖縣新堤鎮。
1987年10月，分設新堤、茅江街道。
2001年2月，併為新堤街道。

## 行政区划
新堤街道下辖以下地区：
朝阳社区、新丰社区、春雨亭社区、跑马路社区、沙湾社区、大兴社区、沿江社区、人民路社区、园林社区、甘家墩社区、玉沙路社区、大市场社区、沿河西路社区、柏枝村、新村、新闸村、南河村、河岭村、洪林村、桑柳村、万家墩村、老官庙村和叶家门村。